# 贺宾
贺宾（1917年7月20日—1981年12月11日），原名贺如松，香港電影演員。

## 簡介
原名贺如松，学生时代就喜欢表演，在学校的时候经常参加学校表演。1936年加入中国旅行剧团，出演过很多话剧。之后由于剧团等原因来到了香港，随后在香港出演了一些话剧，之后回到上海，加入上海剧艺社，出演《日出》等话剧。
1940年由郑重介绍加入上海艺华影业公司，兵出演该公司制作的电影。
1943离开影坛，继续出演话剧。
1946抗战结束后，重返影坛。
1953年和妻子来到香港，到港后，他在永华、新华、亚洲、电懋、艺华、邵氏等多家影片公司参加拍摄了六十多部影片，在电影中多扮演父亲或爷爷之类的角色。
1970年以后因病逐渐退出影坛。
1981年病逝。